# Dyskografia Kate Bush

## Albumy studyjne
| Rok  | Tytuł             | Pozycje na listach | Pozycje na listach | Pozycje na listach | Pozycje na listach | Pozycje na listach | Pozycje na listach | Pozycje na listach | Pozycje na listach | Pozycje na listach | Pozycje na listach | Pozycje na listach | Pozycje na listach | Certyfikaty                                                    |
| Rok  | Tytuł             | [ 1 ]              | [ 2 ]              | [ 3 ]              | [ 4 ]              | [ 5 ]              | [ 6 ]              | [ 7 ]              | [ 8 ]              | [ 9 ]              | [ 10 ]             | [ 11 ]             | [ 12 ]             | Certyfikaty                                                    |
| ---- | ----------------- | ------------------ | ------------------ | ------------------ | ------------------ | ------------------ | ------------------ | ------------------ | ------------------ | ------------------ | ------------------ | ------------------ | ------------------ | -------------------------------------------------------------- |
| 1978 | The Kick Inside   | 3                  | –                  | 3                  | 2                  | –                  | –                  | –                  | 2                  | –                  | 4                  | 8                  | –                  | - UK: platynowa płyta                                          |
| 1978 | Lionheart         | 6                  | –                  | 12                 | 5                  | –                  | –                  | –                  | 5                  | –                  | 5                  | 16                 | –                  | - UK: platynowa płyta                                          |
| 1980 | Never for Ever    | 1                  | –                  | 7                  | 31                 | 17                 | –                  | –                  | 6                  | 7                  | 2                  | 16                 | –                  | - UK: srebrna płyta - DE: złota płyta                          |
| 1982 | The Dreaming      | 3                  | –                  | 22                 | –                  | –                  | –                  | –                  | 8                  | –                  | 12                 | 45                 | 157                | - UK: srebrna płyta                                            |
| 1985 | Hounds of Love    | 1                  | 1                  | 6                  | 17                 | 2                  | 3                  | 14                 | 1                  | –                  | 12                 | 9                  | 30                 | - UK: 2 × platynowa płyta - DE: platynowa płyta                |
| 1989 | The Sensual World | 2                  | 17                 | 30                 | 27                 | 20                 | 11                 | –                  | 8                  | 38                 | 7                  | 17                 | 43                 | - UK: platynowa płyta - USA: złota płyta                       |
| 1993 | The Red Shoes     | 2                  | –                  | 17                 | 30                 | 18                 | 26                 | 34                 | 23                 | 14                 | –                  | 16                 | 28                 | - UK: 2 × platynowa płyta                                      |
| 2005 | Aerial            | 3                  | 6                  | 25                 | 22                 | 3                  | 12                 | 23                 | 7                  | 12                 | 4                  | 7                  | 48                 | - UK: 2 × platynowa płyta - DE: złota płyta - POL: złota płyta |
| 2011 | Director's Cut    | 2                  | 4                  | 41                 | 38                 | 11                 | 23                 | 35                 | 6                  | 31                 | 2                  | 12                 | –                  | - UK: srebrna płyta                                            |
| 2011 | 50 Words for Snow | 5                  | 12                 | 22                 | 39                 | 7                  | 12                 | 26                 | 10                 | 21                 | 13                 | 12                 | 83                 | - UK: złota płyta                                              |

## Albumy koncertowe
| Rok  | Tytuł                     | Pozycje na listach | Pozycje na listach | Pozycje na listach | Pozycje na listach | Pozycje na listach | Pozycje na listach | Pozycje na listach | Pozycje na listach | Pozycje na listach | Pozycje na listach | Pozycje na listach | Pozycje na listach | Certyfikaty |
| Rok  | Tytuł                     | Wielka Brytania    | Irlandia           | Australia          | Nowa Zelandia      | Niemcy             | Szwajcaria         | Austria            | Holandia           | Francja            | Norwegia           | Szwecja            | Stany Zjednoczone  | Certyfikaty |
| ---- | ------------------------- | ------------------ | ------------------ | ------------------ | ------------------ | ------------------ | ------------------ | ------------------ | ------------------ | ------------------ | ------------------ | ------------------ | ------------------ | ----------- |
| 1994 | Live at Hammersmith Odeon | –                  | –                  | –                  | –                  | –                  | –                  | –                  | –                  | –                  | –                  | –                  | –                  | brak        |

## Kompilacje
| Rok  | Tytuł             | Pozycje na listach | Pozycje na listach | Pozycje na listach | Pozycje na listach | Pozycje na listach | Pozycje na listach | Pozycje na listach | Pozycje na listach | Pozycje na listach | Pozycje na listach | Pozycje na listach | Pozycje na listach | Certyfikaty                                 |
| Rok  | Tytuł             | [ 1 ]              | [ 2 ]              | [ 3 ]              | [ 4 ]              | Niemcy             | Szwajcaria         | Austria            | [ 8 ]              | Francja            | [ 10 ]             | [ 11 ]             | [ 12 ]             | Certyfikaty                                 |
| ---- | ----------------- | ------------------ | ------------------ | ------------------ | ------------------ | ------------------ | ------------------ | ------------------ | ------------------ | ------------------ | ------------------ | ------------------ | ------------------ | ------------------------------------------- |
| 1986 | The Whole Story   | 1                  | 65                 | 28                 | 4                  | –                  | –                  | –                  | 15                 | –                  | 10                 | 48                 | 78                 | - UK: 3 × platynowa płyta - DE: złota płyta |
| 1990 | This Woman's Work | –                  | –                  | –                  | –                  | –                  | –                  | –                  | –                  | –                  | –                  | –                  | –                  | brak                                        |

## Minialbumy
| Rok  | Tytuł     | Pozycje na listach | Pozycje na listach | Pozycje na listach | Pozycje na listach | Pozycje na listach | Pozycje na listach | Pozycje na listach | Pozycje na listach | Pozycje na listach | Pozycje na listach | Pozycje na listach | Pozycje na listach | Certyfikaty |
| Rok  | Tytuł     | [ 1 ]              | [ 2 ]              | Australia          | Nowa Zelandia      | Niemcy             | Szwajcaria         | Austria            | [ 8 ]              | Francja            | Norwegia           | Szwecja            | [ 12 ]             | Certyfikaty |
| ---- | --------- | ------------------ | ------------------ | ------------------ | ------------------ | ------------------ | ------------------ | ------------------ | ------------------ | ------------------ | ------------------ | ------------------ | ------------------ | ----------- |
| 1979 | On Stage  | 10                 | 15                 | –                  | –                  | –                  | –                  | –                  | 17                 | –                  | –                  | –                  | –                  | brak        |
| 1983 | Kate Bush | –                  | –                  | –                  | –                  | –                  | –                  | –                  | –                  | –                  | –                  | –                  | 148                | brak        |

## Single
| Rok  | Tytuł                                      | Pozycje na listach | Pozycje na listach | Pozycje na listach | Pozycje na listach | Pozycje na listach | Pozycje na listach | Pozycje na listach | Pozycje na listach | Pozycje na listach | Pozycje na listach | Pozycje na listach | Pozycje na listach | Album                                   |
| Rok  | Tytuł                                      | [ 1 ]              | [ 17 ]             | [ 3 ]              | [ 4 ]              | [ 18 ]             | [ 6 ]              | [ 7 ]              | [ 8 ]              | [ 9 ]              | [ 19 ]             | [ 10 ]             | [ 20 ]             | Album                                   |
| ---- | ------------------------------------------ | ------------------ | ------------------ | ------------------ | ------------------ | ------------------ | ------------------ | ------------------ | ------------------ | ------------------ | ------------------ | ------------------ | ------------------ | --------------------------------------- |
| 1977 | "Wuthering Heights"                        | 1                  | 1                  | 1                  | 1                  | 11                 | 8                  | 17                 | 3                  | 1                  | 10                 | 7                  | 108                | The Kick Inside                         |
| 1978 | "The Man with the Child in His Eyes"       | 6                  | 3                  | 22                 | 36                 | –                  | –                  | –                  | 23                 | –                  | –                  | –                  | 85                 | The Kick Inside                         |
| 1978 | "Them Heavy People"                        | –                  | –                  | –                  | –                  | –                  | –                  | –                  | –                  | –                  | –                  | –                  | –                  | The Kick Inside                         |
| 1978 | "Moving"                                   | –                  | –                  | –                  | –                  | –                  | –                  | –                  | –                  | –                  | –                  | –                  | –                  | The Kick Inside                         |
| 1978 | "Hammer Horror"                            | 44                 | 10                 | 17                 | 21                 | –                  | –                  | –                  | 25                 | –                  | 4                  | –                  | –                  | Lionheart                               |
| 1979 | "Wow"                                      | 14                 | 17                 | –                  | –                  | –                  | –                  | –                  | –                  | –                  | –                  | –                  | –                  | Lionheart                               |
| 1979 | "Symphony in Blue"                         | –                  | –                  | –                  | –                  | –                  | –                  | –                  | –                  | –                  | –                  | –                  | –                  | Lionheart                               |
| 1979 | "Strange Phenomena"                        | –                  | –                  | –                  | –                  | –                  | –                  | –                  | –                  | –                  | –                  | –                  | –                  | The Kick Inside                         |
| 1980 | "Breathing"                                | 16                 | –                  | –                  | –                  | –                  | –                  | –                  | 44                 | –                  | –                  | –                  | –                  | Never for Ever                          |
| 1980 | "Babooshka"                                | 5                  | 5                  | 2                  | 8                  | 14                 | –                  | –                  | 24                 | –                  | 36                 | 4                  | –                  | Never for Ever                          |
| 1980 | "Army Dreamers"                            | 16                 | 14                 | –                  | –                  | –                  | –                  | –                  | 25                 | –                  | –                  | –                  | –                  | Never for Ever                          |
| 1980 | "December Will Be Magic Again"             | 29                 | 13                 | –                  | –                  | 55                 | –                  | –                  | –                  | –                  | –                  | –                  | –                  | tylko na singlu                         |
| 1981 | "Sat in Your Lap"                          | 11                 | 18                 | 93                 | –                  | –                  | –                  | –                  | 32                 | –                  | 13                 | –                  | –                  | The Dreaming                            |
| 1982 | "The Dreaming"                             | 48                 | –                  | 91                 | –                  | –                  | –                  | –                  | –                  | –                  | –                  | –                  | –                  | The Dreaming                            |
| 1982 | "There Goes a Tenner"                      | 101                | –                  | –                  | –                  | –                  | –                  | –                  | –                  | –                  | –                  | –                  | –                  | The Dreaming                            |
| 1982 | "Suspended in Gaffa"                       | –                  | –                  | –                  | –                  | –                  | –                  | –                  | 50                 | –                  | –                  | –                  | –                  | The Dreaming                            |
| 1983 | "Ne t'enfuis pas"                          | –                  | –                  | –                  | –                  | –                  | –                  | –                  | –                  | –                  | –                  | –                  | –                  | Kate Bush                               |
| 1983 | "Night of the Swallow"                     | –                  | –                  | –                  | –                  | –                  | –                  | –                  | –                  | –                  | –                  | –                  | –                  | The Dreaming                            |
| 1985 | "Running Up That Hill"                     | 3                  | 4                  | 6                  | 26                 | 3                  | 10                 | 21                 | 6                  | 24                 | 31                 | –                  | 30                 | Hounds of Love                          |
| 1985 | "Cloudbusting"                             | 20                 | 13                 | –                  | –                  | 20                 | –                  | –                  | 13                 | –                  | 41                 | –                  | –                  | Hounds of Love                          |
| 1986 | "Hounds of Love"                           | 18                 | 12                 | –                  | –                  | 68                 | –                  | –                  | –                  | –                  | –                  | –                  | –                  | Hounds of Love                          |
| 1986 | "The Big Sky"                              | 37                 | 15                 | –                  | –                  | –                  | –                  | –                  | –                  | –                  | –                  | –                  | –                  | Hounds of Love                          |
| 1986 | "Experiment IV"                            | 23                 | 12                 | –                  | –                  | 50                 | –                  | –                  | –                  | –                  | 62                 | –                  | –                  | The Whole Story                         |
| 1986 | "Don't Give Up" (duet z Peterem Gabrielem) | 9                  | 4                  | 5                  | 16                 | 27                 | –                  | –                  | 5                  | –                  | –                  | –                  | 72                 | So (Peter Gabriel)                      |
| 1989 | "The Sensual World"                        | 12                 | 6                  | 44                 | –                  | 29                 | –                  | –                  | 20                 | –                  | 15                 | –                  | –                  | The Sensual World                       |
| 1989 | "This Woman's Work"                        | 25                 | 20                 | 89                 | –                  | –                  | –                  | –                  | –                  | –                  | –                  | –                  | –                  | The Sensual World                       |
| 1990 | "Love and Anger"                           | 38                 | –                  | –                  | –                  | –                  | –                  | –                  | –                  | –                  | –                  | –                  | –                  | The Sensual World                       |
| 1991 | "Rocket Man"                               | 12                 | 20                 | 2                  | –                  | 36                 | 20                 | –                  | 27                 | 45                 | –                  | –                  | –                  | Two Rooms (różni wykonawcy)             |
| 1993 | "Rubberband Girl"                          | 12                 | 17                 | 39                 | 34                 | 65                 | –                  | –                  | 37                 | –                  | 23                 | –                  | 88                 | The Red Shoes                           |
| 1993 | "Eat the Music"                            | –                  | –                  | –                  | –                  | –                  | –                  | –                  | –                  | –                  | –                  | –                  | –                  | The Red Shoes                           |
| 1993 | "Moments of Pleasure"                      | 26                 | –                  | –                  | –                  | –                  | –                  | –                  | –                  | –                  | –                  | –                  | –                  | The Red Shoes                           |
| 1994 | "The Red Shoes"                            | 21                 | –                  | –                  | –                  | –                  | –                  | –                  | –                  | –                  | –                  | –                  | –                  | The Red Shoes                           |
| 1994 | "The Man I Love" (duet z Larry Adlerem)    | 27                 | –                  | –                  | –                  | –                  | –                  | –                  | –                  | –                  | –                  | –                  | –                  | The Glory of Gershwin (różni wykonawcy) |
| 1994 | "And So Is Love"                           | 26                 | –                  | –                  | –                  | –                  | –                  | –                  | –                  | –                  | –                  | –                  | –                  | The Red Shoes                           |
| 2005 | "King of the Mountain"                     | 4                  | 13                 | –                  | –                  | 42                 | 47                 | 71                 | 13                 | –                  | 22                 | –                  | –                  | Aerial                                  |
| 2011 | "Deeper Understanding"                     | 87                 | –                  | –                  | –                  | –                  | –                  | –                  | –                  | –                  | –                  | –                  | –                  | Director's Cut                          |

## DVD
- 1981: Live at the Hammersmith Odeon
- 1983: The Single File
- 1986: Hair of the Hound
- 1987: The Whole Story
- 1990: The Sensual World – The Videos
- 1994: The Line, the Cross & the Curve

## Teledyski
| Rok  | Tytuł                                  | Reżyser                      |
| ---- | -------------------------------------- | ---------------------------- |
| 1978 | "Wuthering Heights" (wersja 1)         | Keith "Keef" MacMillan       |
| 1978 | "Wuthering Heights" (wersja 2)         | Rockflix                     |
| 1978 | "The Man with the Child in His Eyes"   | Keith "Keef" MacMillan       |
| 1978 | "Hammer Horror"                        | Keith "Keef" MacMillan       |
| 1979 | "Wow" (wersja 1)                       | Keith "Keef" MacMillan       |
| 1979 | "Wow" (wersja 2)                       | Keith "Keef" MacMillan       |
| 1979 | "Them Heavy People"                    | Keith "Keef" MacMillan       |
| 1980 | "Breathing"                            | Keith "Keef" MacMillan       |
| 1980 | "Babooshka"                            | Keith "Keef" MacMillan       |
| 1980 | "Army Dreamers"                        | Keith "Keef" MacMillan       |
| 1981 | "Sat in Your Lap"                      | Brian Wiseman                |
| 1982 | "The Dreaming"                         | Paul Henry                   |
| 1982 | "There Goes a Tenner"                  | Paul Henry                   |
| 1982 | "Suspended in Gaffa"                   | Brian Wiseman                |
| 1985 | "Running Up That Hill"                 | David Garfath                |
| 1985 | "Cloudbusting"                         | Julian Doyle                 |
| 1986 | "Hounds of Love"                       | Kate Bush                    |
| 1986 | "The Big Sky"                          | Kate Bush                    |
| 1986 | "Don't Give Up" (wersja 1)             | Godley & Creme               |
| 1986 | "Don't Give Up" (wersja 2)             | Godley & Creme               |
| 1986 | "Experiment IV"                        | Kate Bush                    |
| 1986 | "Wow" (wersja 3)                       | n/a                          |
| 1989 | "The Sensual World"                    | Peter Richardson i Kate Bush |
| 1989 | "This Woman's Work"                    | Kate Bush                    |
| 1990 | "Love and Anger"                       | Kate Bush                    |
| 1991 | "Rocket Man"                           | n/a                          |
| 1993 | "Rubberband Girl"                      | Kate Bush                    |
| 1993 | "Eat the Music" (wersja amerykańska)   | Kate Bush                    |
| 1993 | "Moments of Pleasure"                  | Kate Bush                    |
| 1993 | "Rubberband Girl" (wersja amerykańska) | n/a                          |
| 1994 | "The Red Shoes"                        | Kate Bush                    |
| 1994 | "Eat the Music"                        | Kate Bush                    |
| 1994 | "The Man I Love"                       | n/a                          |
| 1994 | "And So Is Love"                       | Kate Bush                    |
| 2005 | "King of the Mountain"                 | Jimmy Murakami               |
| 2011 | "Deeper Understanding"                 | Kate Bush                    |

## Boxy
- 1984: The Single File
- 1990: This Woman's Work
- 1994: Live at Hammersmith Odeon